# Карагандинский ботанический сад
Карагандинский ботанический сад — утраченный ботанический сад, располагавшийся в городе Караганда (Казахстан). В последние годы было научно-исследовательским учреждением Института фитохимии Министерства науки и образования РК.

## История
Карагандинский ботанический сад был основан в 1940 году (по другим данным, в 1939 году) Казахским филиалом Академии наук СССР как исследовательская станция ботанического сектора отделения АН КазССР. Основными направлениями научных исследовании ботанического сада были: интродукция инорайонных и местных декоративных и полезных растений, изучение их экологии, биологии и физиологии, приёмов культивирования, селекция, отбор новых форм, внедрение наиболее перспективных видов и сортов в зелёное строительство и растениеводство, накопление и обогащение научного и производственного опыта по интродукции растений и зелёному строительству в городах, разработка теории интродукции растении применительно к экстремальным условиям Казахстана, научно-просветительская работа по биологии растений и декоративному садоводству и цветоводству.
Создание крупного лесного массива являлось очень важным мероприятием, с учётом резко континентального климата Караганды. В 1965 году были построены здания новой лаборатории и оранжереи. В 1967 году ему был присвоен статус научно-исследовательского учреждения.
В конце 1980-х годов в ботаническом саду были представлены более 2 700 видов растений (в том числе 586 дендрологических, 860 декоративных, 32 вида и 576 сортов плодовых и ягодных). Выдающиеся научные работы местных учёных многократно экспонировались на ВДНХ в Москве и Алма-Ате, в Главном ботаническом саду. К 1990 году численность деревьев и кустарников возросла до 1300, цветочных — до 2000 видов и сортов, плодово-ягодных — свыше 600 сортов, тропических и субтропических — более 700 видов и свыше 400 видов растений природной флоры (из них 14 занесены в Красную книгу). Численность гербариев — более 15 тысяч видов. Собрана коллекция из более 70 семенных, 494 лекарственных растений и 23 тыс. гербариев. С 1999 года сад входит в совет Международных ботанических садов по защите растений. Сотрудничает с организациями более 100 стран мира.
В 1996 году Карагандинский ботанический сад был исключён из списка особо-охраняемых природных территорий согласно постановлению Правительства Казахстана.
В 2009 году территория ботанического сада была огорожена забором, а в 2010 году выяснилось, что 39 из 44 гектаров парковой зоны было продано частным организациям. Средняя стоимость одной сотки земли составила порядка 3 долларов, что значительно (как минимум в 10 раз) ниже рыночной цены в Караганде.
По состоянию на 2014 год на территории сада было построено несколько жилых домов, лекарственный завод, котельная и мелкий частный бизнес. Общественностью города было высказано предложение по выделению нового участка для воссоздания ботанического сада.